# Atentado en la Estación Central de Ámsterdam de 2018
El 31 de agosto de 2018, un hombre desconocido apuñaló a dos personas en la Estación Central de Ámsterdam, en Países Bajos. El atacante fue herido de bala por la policía holandesa.

## Atentado

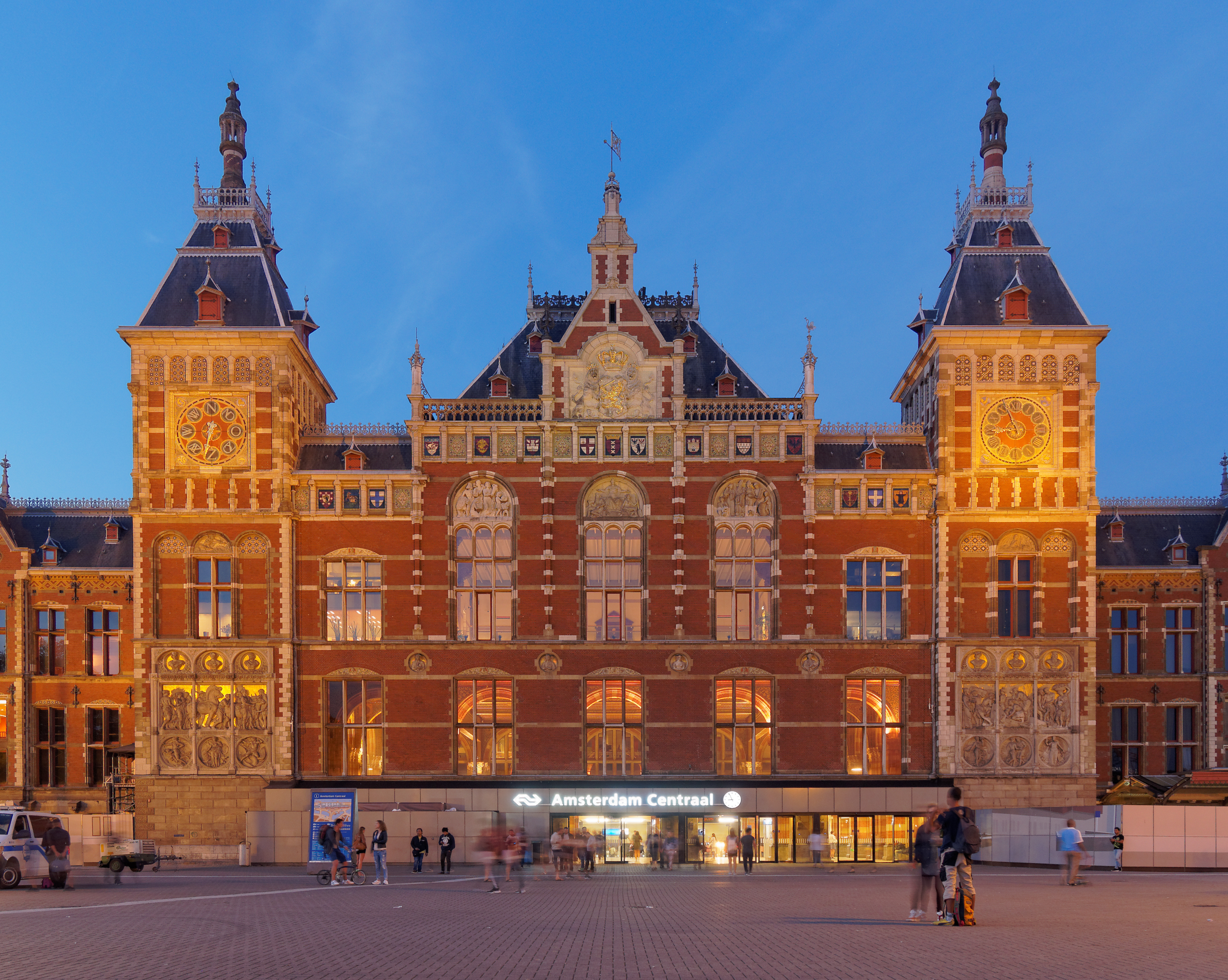
Fachada exterior de la Estación Central de Ámsterdam, lugar del atentado.

Alrededor de las 12:10 p. m. del viernes 31 de agosto de 2018, un hombre entró a la Estación Central de Ámsterdam y apuñaló a dos personas. Varias personas huyeron del lugar. Luego, la policía disparó al atacante dejándolo herido. Según testigos, la policía disparó en al menos dos ocasiones.

## Consecuencias
Luego del atentado, dos andenes (de los 11 en la estación) cercanos al lugar del ataque fueron cerrados y las personas evacuadas.

## Investigaciones
El 1 de septiembre se empezaron a conocer diversas informaciones dadas por las investigaciones previas realizadas por la policía holandesa.

### Incidente
Sobre el ataque, se investigaron varias hipótesis que iban desde un arreglo de cuentas entre rivales hasta un ataque terrorista. Finalmente, esta última fue la confirmada luego de los primeros testimonios del atacante a la policía.

### Víctimas
La embajada de Estados Unidos en Países Bajos dio a conocer que las dos personas que habían resultado heridas en el ataque eran sus connacionales. Ambas víctimas se encontraban fuera de gravedad.
Asimismo, Estados Unidos condenó el atentado y ofreció ayuda a la policía neerlandesa para investigarlo.

### Perpetrador

#### Datos personales
El terrorista fue identificado como Jawed S. de 19 años de edad, de nacionalidad afgana y con licencia de permiso de residencia en Alemania.
La policía alemana informó de un allanamiento en la casa del atacante.

#### Motivación
La policía informó que, de acuerdo a las declaraciones de Jawed, el motivo era terrorista.
El 3 de septiembre, la policía emitió un comunicado en el que señalaba que la motivación de Jawed para cometer el ataque eran los insultos contra el Islam que predominaban en Holanda y que por ello, viajó de Alemania a Países Bajos.